# Mistrzostwa Islandii w Lekkoatletyce 1938
12. Mistrzostwa Islandii w Lekkoatletyce – zawody lekkoatletyczne, które odbyły się w lipcu 1938 w Reykjavíku.

## Rezultaty

### Mężczyźni
| Konkurencja:                    | 1. miejsce                | Rezultat  |
| Bieg na 100 metrów              | Sveinn Ingvarsson         | 11,0      |
| Bieg na 200 metrów              | Sveinn Ingvarsson         | 23,5      |
| Bieg na 400 metrów              | Sveinn Ingvarsson         | 52,7      |
| Bieg na 800 metrów              | Gunnar Sigurðsson         | 2:10,3    |
| Bieg na 1500 metrów             | Sverrir Jóhannesson       | 4:19,2    |
| Bieg na 5000 metrów             | Sverrir Jóhannesson       | 16:34,4   |
| Bieg na 10 000 metrów           | Bjarni Bjarnason          | 36:39,1   |
| Bieg na 110 metrów przez płotki | Jóhann Jóhannesson        | 18,2      |
| Sztafeta 4 × 100 metrów         | Sveit KR                  | 47,4      |
| Skok wzwyż                      | Kristján Vattnes          | 1,70      |
| Skok o tyczce                   | Karl Friðrik Vilmundarson | 3,30      |
| Skok w dal                      | Jóhann Bernhard           | 6,30      |
| Trójskok                        | Sigurður Norðdahl         | 12,94     |
| Pchnięcie kulą                  | Kristján Vattnes          | 13,00     |
| Rzut dyskiem                    | Kristján Vattnes          | 37,49     |
| Rzut młotem                     | Vilhjálmur Guðmundsson    | 34,49     |
| Rzut oszczepem                  | Jens Magnússon            | 45,26     |
| Pięciobój                       | Ólafur Guðmundsson        | 2524 pkt. |